# Alt er relativt
Alt er relativt er en dokumentarfilm instrueret af Mikala Krogh efter manuskript af Mogens Rukov og Michael Krogh.

## Handling
Rummer vi alle de samme følelser af sorg, glæde, vrede og kærlighed? Er vejen til lykke lige lang eller lige kort? Elsker og hader vi med samme styrke? Føler en ung kvinde med brystkræft den samme smerte som en familie i Mozambique der mister deres hjem i en oversvømmelse. Har en moderne slave fra Bangladesh, der arbejder i Dubai, den samme frygt, som en amerikansk soldat på vej til Irak? Er vores værdier, drømme og håb grundlæggende de samme, og blot defineret ud fra vores ståsted i livet? "Alt er relativt" er en kalejdoskopisk sammensmeltning af dokumentariske scener, arkivmateriale og fiktionsscener, der søger at skildre, at menneskets reaktion over for livets udfordringer er relativ i forhold til individets egen virkelighed. En film om menneskelige følelsers forskellighed og relativitet, optaget i større byer rundt omkring i verden, heriblandt Maputo, Tokyo, Dubai, Dallas og København.